# Presencias tutelares
Presencias tutelares es un conjunto escultórico de hormigón armado y arcilla ubicado en la pampa de Acha, en la intersección de la Panamericana Norte con la ruta A-31, a 27 kilómetros al sur de la ciudad de Arica, Chile. Obra del artista Juan Díaz Fleming, fue financiado por el Fondart Nacional del Consejo Nacional de la Cultura y las Artes en 1996, e inaugurado en el año 1997.
El conjunto, que conmemora a las primeras culturas en asentarse en la zona, está compuesto por una estructura semiesférica con un espiral grabado llamada Los ancestros, y dos figuras verticales llamadas El origen de la estirpe, cuya forma es una abstracción del cuerpo humano.